# Pierre Lalemant
Pierre Lalemant, aussi écrit Pierre Lallemant, est un religieux français, chancelier de l'université de Paris, né à Reims le 28 février 1622, et mort à Paris le 18 février 1673 .

## Biographie
Pierre Lalemant a été un chanoine de Saint-Augustin. Il a étudié la théologie à l'université de Paris dont il devient bachelier en théologie.
Il est devenu professeur de rhétorique au collège du Cardinal-Lemoine, puis recteur de l'université de Paris, entre le 23 juin 1653 et le 10 octobre 1655. Il a aussi été prédicateur.
En 1655, il renonce à sa charge de recteur de l'université et décide de se retirer du monde à l'abbaye Saint-Vincent de Senlis et il fait sa profession de foi à l'abbaye Sainte-Geneviève de Paris et devient Génovéfain.
Le 27 avril 1657 il prononce l'oraison funèbre de Pomponne de Bellièvre, premier président du parlement de Paris dans l'église de l'Hôtel-Dieu.
À partir de 1662, il est le prieur de l'abbaye Sainte-Geneviève de Paris. La dignité de chancelier de l'Université de Paris, dépendant de l'abbaye Sainte-Geneviève, étant devenue vacante par la mort de Jean Fonteau, l'université a demandé de le nommer chancelier de l'Université de Paris la même année. Dans cette charge il a montré son érudition et son éloquence dans les éloges qu'il est obligé de faire dans les actes publics. Il a montré la prudence et la piété dans les commissions qui lui sont adressées par le conseil du roi et par le parlement de Paris pour régler plusieurs affaires des ecclésiastiques et des réguliers.

## Publications
- Le Testament Spirituel ou prière à Dieu pour se bien disposer à mourir, en 1669 ;
- La Mort des Justes ou Recueil des dernières actions et des dernières paroles de quelques personnes illustres de l'ancienne et de la nouvelle loy, en 1672 ;
- Les Saints désirs de la Mort ou Recueil de quelques pensées des Pères de l'Église pour montrer comment les chrétiens doivent mépriser la vie et souhaiter la mort, en 1673 ;
- Vie de sainte Geneviève écrite en latin dix-huit ans après sa mort et traduite par le P. Lalemant, publiée en 1683.